# 旅遊業監管局

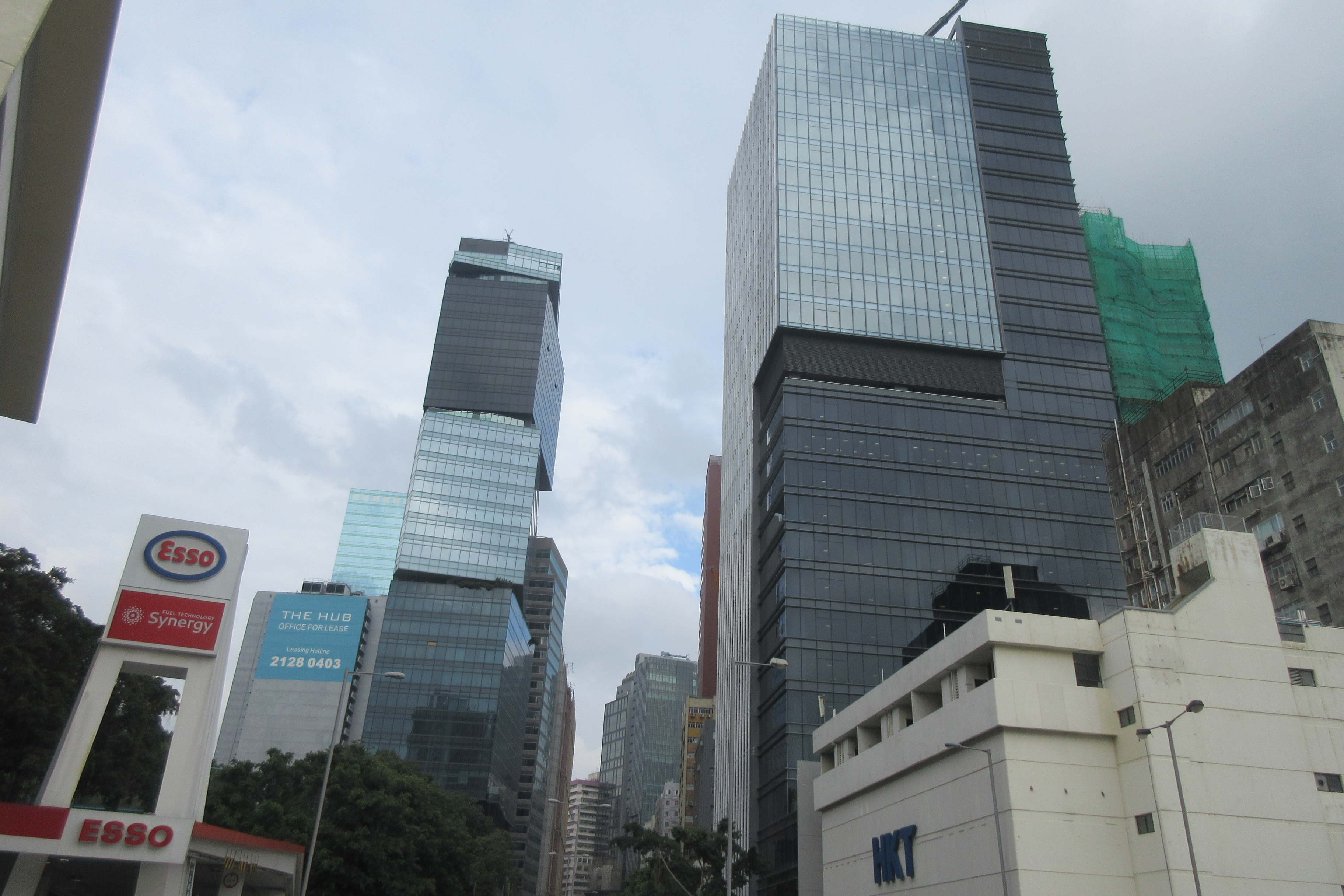
旅遊業監管局辦事處位於黃竹坑South Island Place（右）

旅遊業監管局（英語：Travel Industry Authority）（簡稱「旅監局」）是一個香港法定機構，根據香港法例第634章 《旅遊業條例》而設立。監管局的職能包括自2022年9月1日起，從旅行代理商註冊處接手規管香港旅行代理商，和從香港旅遊業議會接手規管導遊和領隊，以及負責相關發牌事宜。

## 背景
過往香港有不少被稱為「平價旅行團」的內地來港旅行團充斥，不時爆出導遊強逼購物等事件，引起社會熱議及掀起改革及監察導遊質素的聲音。自2010年5月湖南乒壇名宿陳佑銘來港旅遊，因不滿被禁止離開珠寶店而與導遊爭執，其間突然不適暈倒，送院後不治，以及同年香港導遊李巧珍大駡內地旅客消費不足的事件後，社會一直有聲音要求設立具法律約束力機制確保導遊質素及監察旅行團等倡議。2015年黑龍江遊客在香港遭毆致死事件，再次激起此方面的討論。最終於2017年3月，香港政府向立法會提交《旅遊業條例草案》，並於2018年11月29日通過。其後於2019年根據法例成立旅遊業監管局並委任成員，在2022年起全面運作。

## 成員
- 主席：馬豪輝
- 副主席：旅遊事務專員
- 行政總裁：方安妮[3]

- 業界成員：

梁港蘭
梁耀霖
馬煜文
彭早敏博士
沈朝生
蘇嘉媛
鄧余莉華
謝潤生
黃進達
黃嘉毅
王美嬌（王美倫）
胡兆英
姚柏良
- 非業界成員:

周雪鳳
程劍慧
范凱傑
徐惠群教授
葉傲冬
林凱章
林詩棋
梁家駒
李華明
廖玉玲
麥磊明博士
唐偉邦
黃錦沛
黃冠文
楊傳亮

## 架構
旅遊業監管局下設六個委員會，分別為：
- 紀律委員會（主席：廖玉玲）
- 守則及指引委員會（主席：梁家駒）
- 賠償委員會（主席：林詩棋）
- 機構事務委員會（主席：黃錦沛）
- 發展委員會 （主席：周雪鳳）
- 牌照委員會（主席：楊傳亮）

## 外部連結
- 旅遊業監管局官方網站 （页面存档备份，存于）